# Kunitaka Sueoka
Kunitaka Sueoka (Prefettura di Hiroshima, 1º febbraio 1917 – 10 novembre 1998) è stato un calciatore giapponese, di ruolo difensore.